# منتخب كازاخستان لكرة الماء
منتخب كازاخستان الوطني لكرة الماء هو المنتخب الذي يمثل كازاخستان في منافسات كرة الماء للرجال، ويقوم إتحاد كازاخستان للسباحة بإدارة شؤونه، أبرز إنجازاته هو فوزه بالميدالية الذهبية 4 مرات في دورة الألعاب الآسيوية.